# 克勉九世
克勉九世（拉丁語：Clemens PP. IX；1600年1月28日—1669年12月9日），原名儒略·羅斯皮廖西（Giulio Rospigliosi），1667年6月20日當選教宗，同年6月26日即位至1669年12月9日為止。
他在兩年任期內沒有值得注意的成就。在聖座與荷蘭天主教神學家康留斯·詹森爭執期間，法國教會拒絕譴責詹森。在亞琛的戰爭中，克勉九世擔任斡旋人，周旋在法國、西班牙、英國和荷蘭之間。他於1669年逝世。

## 譯名列表
- 九世：天主教香港教區禮儀委員會：禧年專頁（页面存档备份，存于）作。
- 九世：香港天主教教區檔案　歷任教宗作。
- 克雷芒九世：《大英簡明百科知識庫》2005年版[永久]、《世界人名翻譯大辭典》1993年版作克雷芒。